# Sausset-les-Pins
Sausset-les-Pins település Franciaországban, Bouches-du-Rhône megyében. Lakosainak száma 7556 fő (2022. január 1.). Sausset-les-Pins Carry-le-Rouet, Châteauneuf-les-Martigues és Martigues községekkel határos.

## Népesség
A település népessége az elmúlt években az alábbi módon változott:
| Lakosok száma | 1066 | 3876 | 5541 | 7278 | 7655 | 7624 | 7568 | 7581 | 7570 | 7556 |
|               | 1968 | 1982 | 1990 | 2006 | 2013 | 2015 | 2017 | 2019 | 2020 | 2022 |